# İsmail Ogan
İsmail Ogan (ur. 5 marca 1933 w Antalii, zm. 26 kwietnia 2022 tamże) – turecki zapaśnik. Dwukrotny medalista olimpijski.
Walczył w stylu wolnym, w kategorii półśredniej (do 73, a później 78 kg). Brał udział w dwóch edycjach igrzysk olimpijskich (XVII Letnie Igrzyska Olimpijskie Rzym 1960, XVIII Letnie Igrzyska Olimpijskie Tokio 1964), podczas obu zdobywał medale. Nie miał sobie równych w 1964 roku, cztery lata wcześniej był drugi – przegrał z Amerykaninem Douglasem Blubaughem. Był srebrnym (1957) oraz brązowym medalistą (1959 i 1963) mistrzostw świata.